# Walnut Grove, Minnesota
Walnut Grove är en ort i Redwood County i delstaten Minnesota i USA, som har cirka 800 invånare.
Den är känd för att Laura Ingalls Wilder växte upp här och hennes självbiografi är grunden till tv-serien Lilla huset på prärien. Här finns Laura Ingalls Wilder Museum. Laura Ingalls Wilder bodde tre kilometer norr om Walnut Grove vid stranden av Plum Creek. Charles och Caroline Ingalls byggde sitt hus i maj 1874.
Här uppförs om somrarna ett skådespel inspirerat av tv-serien Lilla huset på prärien, som i sig är löst baserad på Ingalls Wilders barnboksserie.